# Helioctamenus aestivus
Helioctamenus aestivus là một loài bọ cánh cứng trong họ Zopheridae. Loài này được Escalera miêu tả khoa học năm 1914.